# 72 Seasons (canção)
"72 Seasons" é uma canção da banda americana de heavy metal Metallica, foi lançada como o quarto single do décimo primeiro álbum de estúdio da banda, 72 Seasons, ao lado de um videoclipe. A música foi lançada pela primeira vez alguns dias antes, em 27 de março de 2023, como um trecho de 15 segundos, onde eles continuaram a lançar clipes mais longos todos os dias até seu lançamento. O videoclipe mostra a banda tocando a música enquanto é iluminada por lasers na frente da arte da artista canadense Kelly Richardson. No Grammy Awards de 2024, "72 Seasons" ganhou uma estatueta por Melhor Desempenho de Metal.

## Plano de fundo
De acordo com James Hetfield, após o anúncio do álbum, a letra e o nome da música significam:
"72 Estações saiu de um livro que eu estava lendo sobre a infância, basicamente, e classificando a infância como um adulto. E 72 estações são basicamente os primeiros 18 anos de sua vida. Como você evolui, cresce, amadurece e desenvolve suas próprias ideias e identidade após aquelas primeiras 72 temporadas? Algumas coisas são mais difíceis do que outras - você sabe, algumas coisas você não pode deixar de ver e elas estarão com você pelo resto de sua vida, e outras coisas você pode retroceder a fita e fazer uma nova fita em sua vida. Então essa é a parte realmente interessante para mim, é como você é capaz de lidar com essas situações como um adulto e maduro."

## Recepção
Escrevendo para a Audio Ink Radio, Anne Erickson descreveu a faixa como "realmente sentindo como se estivesse passando por uma montanha-russa de temporadas", descrevendo a guitarra de Kirk Hammett como "afiada" e, no geral, chamando a música de "uma jornada musical" alternando de rápida - solos de guitarra thrash e colapsos musicais. Escrevendo para a Rolling Stone, Kory Grow também o descreveu como uma espécie de jornada, com "riffs de malabarismo de pistão pesado" e "um solo de inflexão wah-wah ardente" de Hammett. Jon Hadusek do Consequence Of Sound considerou a música a "mais rápida" e "mais descolada" de todos os singles lançados do álbum. Eles pensaram que a música tinha um instrumental de construção de tensões com um ritmo rápido e um "refrão crescente".

## Pessoal
- James Hetfield – vocais, guitarra rítmica
- Lars Ulrich – bateria
- Kirk Hammett – guitarra solo
- Robert Trujillo – baixo, vocais de apoio